# Break a Sweat
Break a Sweat è un singolo della cantante statunitense Becky G, pubblicato nel 2015 dalla Kemosabe e dalla RCA Records.